# Scaptesyle bifasciata
Scaptesyle bifasciata là một loài bướm đêm thuộc phân họ Arctiinae, họ Erebidae.